# Ненавіщ
Ненавіщ (пол. Nienawiszcz) — село в Польщі, у гміні Роґозьно Оборницького повіту Великопольського воєводства.
Населення — 81 особа (2011).
У 1975-1998 роках село належало до Пільського воєводства.

## Демографія
Демографічна структура станом на 31 березня 2011 року:
|          | Загалом | Допрацездатний вік | Працездатний вік | Постпрацездатний вік |
| -------- | ------- | ------------------ | ---------------- | -------------------- |
| Чоловіки | 42      | 15                 | 24               | 3                    |
| Жінки    | 39      | 10                 | 20               | 9                    |
| Разом    | 81      | 25                 | 44               | 12                   |